# اسمیتون وستربی
اسمیتون وستربی (به انگلیسی: Smeeton Westerby) یک روستا و محله مدنی در بریتانیا است که در Harborough واقع شده‌است. اسمیتون وستربی ۳۵۷ نفر جمعیت دارد.